# Mysy (okręg miejski Krasnokamska)
Mysy (ros. Мысы) – wieś (sieło) w Rosji, w Kraju Permskim, w okręgu miejskim Krasnokamska. W 2010 liczyła 1385 mieszkańców.